# دارزيان
دارزيان مدينة نبطية أنشأها الأنباط في جنوب الأردن وقد كانت من روائع أعاجيب الفن المعماري النبطي الذي اشتهر بالحفر في الصخر وقد كانت المدينة واقعة على  الخط التجاري الدولي القديم وقد زارها العديد من الرحالة الإغريق مثل هليوبوليس وبلوتارش والمؤرخ هيروديت الذي وصف الحضارة النبطية بأنها ديموقراطية لم ير مثلها في العالم.

## دمار المدينة
تعرضت مدينة دارزيان للتدمير الكامل الشامل على يد الرومان عند دخولهم بلاد الشام ولم يبق من آثارها شيء إلا ما ذكره عنها الرحالة والمؤرخون الإغريق وقد أورد الدكتور حسونة رشدان ترجمة دقيقة لما ذكره هؤلاء الرحالة والمؤرخون للمدينة.